# Mogrus larisae
Mogrus larisae là một loài nhện trong họ Salticidae.
Loài này thuộc chi Mogrus. Mogrus larisae được Dmitri Viktorovich Logunov miêu tả năm 1995.